# Home and Away
Home and Away é uma telenovela australiana produzida e exibida pela Seven Network desde 17 de janeiro de 1988.
Atualmente, o programa é a novela mais antiga da história da televisão australiana.

## Enredo
O programa retrata as alegrias, rupturas, esperanças e desventuras inquilinos de uma pequena residência de Summer Bay, uma cidade costeira em Nova Gales do Sul, Austrália.

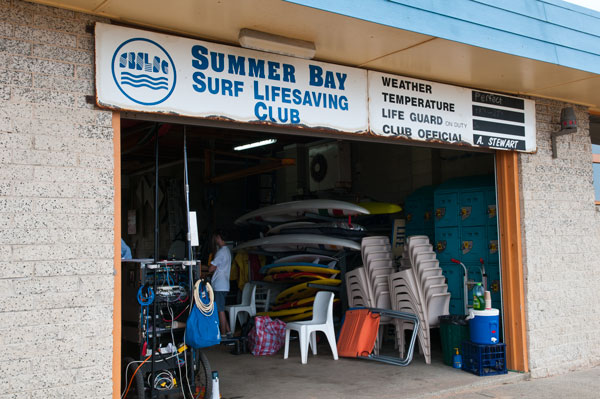
The Surf Club tem sido uma característica de destaque no programa.

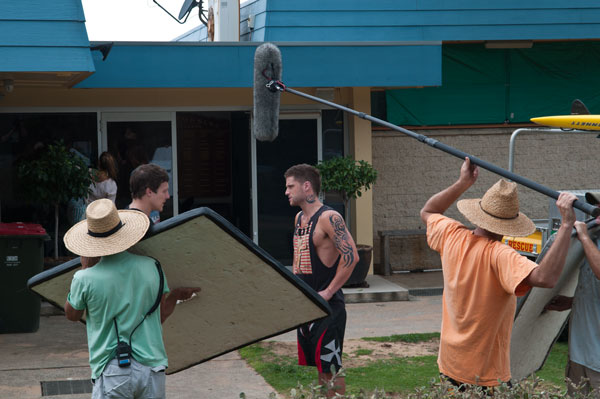
Os membros do elenco Steve Peacocke e Daniel Ewing durante as filmagens em 2011.

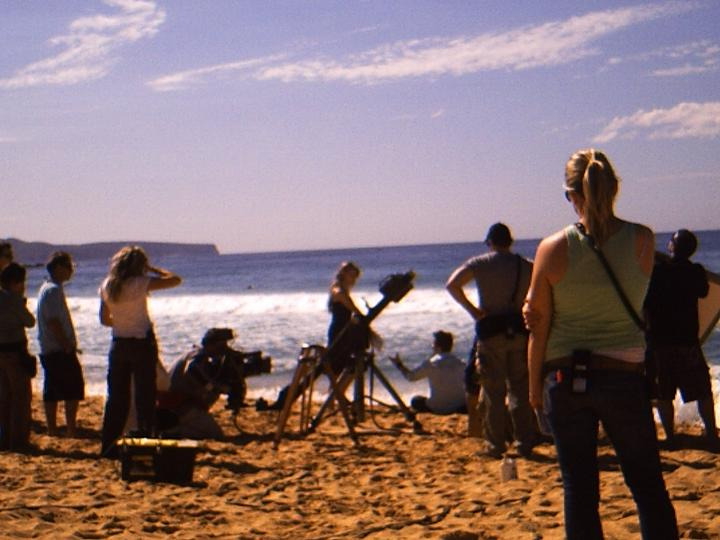
Indiana Evans, Mark Furze e da tripulação durante as filmagens.

## Elenco

### Personagens atuais
| Personagem           | Ator/Atriz          | Ano                           |
| -------------------- | ------------------- | ----------------------------- |
| Alf Stewart          | Ray Meagher         | 1988–                         |
| Roo Stewart          | Georgie Parker      | 1988–89, 2010–                |
| Roo Stewart          | Justine Clarke      | 1988–89, 2010–                |
| Marilyn Chambers     | Emily Symons        | 1989–92, 1995–99, 2001, 2010– |
| Irene Roberts        | Lynne McGranger     | 1991–                         |
| Irene Roberts        | Jacqui Phillips     | 1991–                         |
| Leah Patterson-Baker | Ada Nicodemou       | 2000–                         |
| VJ Patterson         | Matt Little         | 2001–                         |
| VJ Patterson         | Felix Dean          | 2001–                         |
| VJ Patterson         | Cooper Scott        | 2001–                         |
| John Palmer          | Shane Withington    | 2009–                         |
| Jett James           | Will McDonald       | 2012–15                       |
| Kyle Braxton         | Nic Westaway        | 2012–                         |
| Zac MacGuire         | Charlie Clausen     | 2013–                         |
| Maddy Osborne        | Kassandra Clementi  | 2013–                         |
| Chris Harrington     | Johnny Ruffo        | 2013–                         |
| Ricky Sharpe         | Bonnie Sveen        | 2013–                         |
| Josh Barrett         | Jackson Gallagher   | 2013–                         |
| Andy Barrett         | Tai Hara            | 2013–                         |
| Hannah Wilson        | Cassie Howarth      | 2013–                         |
| Evelyn MacGuire      | Philippa Northeast  | 2013–                         |
| Oscar MacGuire       | Jake Speer          | 2013–                         |
| Nate Cooper          | Kyle Pryor          | 2013–                         |
| Matt Page            | Alec Snow           | 2013–                         |
| Phoebe Nicholson     | Isabella Giovinazzo | 2013–                         |
| Denny Miller         | Jessica Grace Smith | 2014–                         |
| Martin Ashford       | George Mason        | 2014–                         |
| Katarina Chapman     | Pia Miller          | 2015–                         |
| Tabitha Ford         | Eliza Scanlen       | 2016–2016                     |

### Personagens recorrentes
| Personagem     | Ator/Atriz        | Ano   |
| -------------- | ----------------- | ----- |
| Mike Emerson   | Cameron Stewart   | 2012– |
| Billie Ashford | Tessa De Josselin | 2015– |
| Sean Gleeson   | Luke Pegler       | 2015– |
| Emma Gleeson   | Samantha Clarke   | 2015– |
| Charlotte King | Erika Heynatz     | 2015– |

## Exibição
| País           | Emissora                       | Título                   | Ano de estreia      |
| -------------- | ------------------------------ | ------------------------ | ------------------- |
| Austrália      | Seven Network                  | Home and Away            | 1988-presente       |
| Nova Zelândia  | TV3                            | Home and Away            | 1989-2013           |
| Nova Zelândia  | TV One                         | Home and Away            | 1992-2013           |
| Nova Zelândia  | TV2                            | Home and Away            | 2013-presente       |
| França         | NT1                            | Summer Bay               | 2006-presente       |
| França         | France 3                       | Summer Bay               | 2007-presente       |
| França         | AB1                            | Summer Bay               | 2011-2013           |
| Hungria        |                                | Otthonunk                |                     |
| Irlanda        | RTÉ One                        | Home and Away            | 1988-presente       |
| Reino Unido    | ITV                            | Home and Away            | 1989-presente       |
| Reino Unido    | Channel 5                      | Home and Away            | 2001, 2005-presente |
| Reino Unido    | 5*                             | Home and Away            |                     |
| Reino Unido    | Sky Living                     | Home and Away            | 1999-2002           |
| Reino Unido    | Trouble                        | Home and Away            | 2002-2003           |
| Noruega        | TV2                            | Home and Away            |                     |
| Lituânia       | LNK                            | Be namu negerai          | 1995-2007           |
| Lituânia       | TV1                            | Be namu negerai          | 2007-2011           |
| Lituânia       | BTV                            | Be namu negerai          | 2011-2013           |
| Grécia         | Skai TV                        | Το σπίτι της καρδιάς μας | 2010 (cancelada)    |
| Estónia        | ETV                            | Kodus ja võõrsil         |                     |
| Estónia        | TV1                            | Kodus ja võõrsil         |                     |
| Estónia        | Kanal 2                        | Kodus ja võõrsil         |                     |
| Estónia        | Kanal 11                       | Kodus ja võõrsil         |                     |
| Bélgica        | vtm                            | Home and Away            | 1989-presente       |
| Países Baixos  | NET1                           | Home and Away            | 1999-2010           |
| Israel         | Israeli Educational Television | Near & Far קרוב רחוק     |                     |
| Israel         | Channel 2                      | Near & Far קרוב רחוק     |                     |
| Israel         | HOT 3                          | Near & Far קרוב רחוק     |                     |
| Israel         | HOT Family                     | Near & Far קרוב רחוק     |                     |
| Israel         | Yes Stars Base                 | Near & Far קרוב רחוק     |                     |
| Finlândia      | TV5                            | Home and Away            | 2004-presente       |
| Polónia        | TVP1                           | Nie ma jak w domu        | 1996-1997           |
| Polónia        | Nasza TV                       | Nie ma jak w domu        | 1998-1999           |
| Polónia        | Viacom Blink!                  | Zatoka serc              | 2011-2013           |
| Suécia         | TV3                            | Home and Away            | 1990-presente       |
| Turquia        | TNT                            | Home and Away            |                     |
| Estados Unidos | Hulu                           | Home and Away            | 2015                |
| Itália         | Comedy Life                    | Home and Away            | 2001-2002           |
| Itália         | Rete 4                         | Home and Away            | 2004                |
| Portugal       | SIC Mulher                     | Home and Away            | 2016                |